# Gerald Drayson Adams
Gerald Drayson Adams (Winnipeg, 26 de juny de 1900 - Las Cruces, 23 d'agost de 1988) fou un guionista canadenc. Fou agent literari abans de ser guionista. Es va especialitzar en pel·lícules d'acció, cinema negre i sobretot westerns. Va ser coautor de les històries originals de Dead reckoning (1947) o Between midnight and dawn (1950) i autor únic de les històries originals de His kind of woman (1951), The black sleep (1956) o Kissi'n cousins (1964). Coguionista de The big steal (1949), The desert Hawk (1950), Armoned car robbery (1950) i Untamed frontier (1952) entre d'altres.

## Filmografia
- The Miracle Kid (1941)
- Duke of the Navy (1942)
- A guy, a Gal and a Pal (1945)
- Tell it to a star (1945)
- The Invisible Informer (1946)
- The magnificent Rogue (1946)
- Dead Reckoning (1947)
- Old Los Angeles (1948)
- The Plunderers (1948)
- The Gallant Legion (1948)
- The Big Steal (1949)
- Armored Car Robbery (1950)
- The Desert Hawk (1950)
- Between Midnight and Dawn (1950)
- The princess of Samarkand (1951)
- The Prince Who Was a Thief (1951)
- His kind of woman (1951)
- The Lady from Texas (1951)
- The Golden Horde (1951)
- The Sea Hornet (1951)
- Flame of Araby (1951)
- Flaming Feather (1952)
- The Battle at Apache Pass (1952)
- Steel Town (1952)
- The Duel at Silver Creek (1952)
- Son of Ali Baba (1952)
- Untamed Frontier (1952)
- Wings of the Hawk (1953)
- Three Young Texans (1954)
- Princess of the Nile (1954)
- The Gambler from Natchez (1954)
- Taza, son of Cochise (1954)
- Chief Crazy Horse (1955)
- Duel on the Mississippi (1955)
- Three Bad Sisters (1956)
- The Black Sleep (1956)
- Gun Brothers (1956)
- War Drums (1957)
- Tomahawk Trail (1957)
- Affair in Reno (1957)
- Mission of Danger (1959)
- Frontier Rangers (1959)
- Mission of Danger (1960)
- Gun Fight (1961)
- Fury River (1961)
- Gold, Glory and Custer (1962)
- The Wild Westerners (1962)
- Kissin' Cousins (1964)
- Harum Scarum (1965)